# カブラの冬

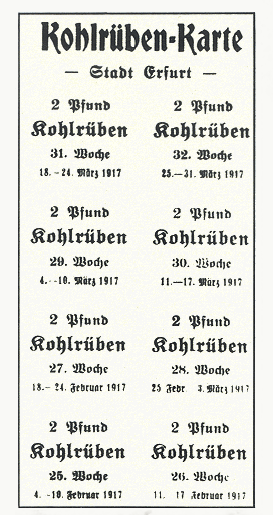
1917年に発行された、カブの配給切手

カブラの冬（かぶらのふゆ、独:Steckrübenwinter）とは、第一次世界大戦下の1916年から1917年にかけてドイツで発生した飢饉状態のこと。飼料用として主に用いられてきたルタバガ（カブラ）を食して飢えをしのいだという逸話に由来する。ただし、ドイツにおける食糧不足は第一次世界大戦開戦直後から続いていた。

## 背景
ドイツは1914年8月1日に第一次世界大戦に参戦したが、当時食料の1/3を輸入に依存していたと言われている。ジャガイモなど自給可能な作物も存在していたが、主食の中核であった小麦は1912年から1913年にかけて全体の29.5％、飼料用の大麦は46％を輸入に頼っていた。その他にも野菜・乳製品・鶏卵・家畜用飼料など、輸入が一定割合を占めるものが多かった。ところが大戦では、小麦の輸入元2位・大麦の輸入元1位のロシアと開戦し、後にルーマニア（小麦3位・大麦5位）やアメリカ（小麦1位・大麦2位）もドイツに宣戦したため、これらの国からの輸入が途絶した。
また、ドイツの政府や軍はシュリーフェン・プランに基づいて、ロシアとフランスの双方を敵に回してもロシア軍が動員に手間取っているうちにフランス軍を圧倒すれば短期戦で終わると判断していた。しかし実際には、フランス軍の抵抗とイギリス軍の援軍、さらにロシア軍が早く戦闘態勢に入ったためシュリーフェン・プランは崩壊し、マルヌ会戦以降は膠着状態に陥った。このため、戦争やそれに伴う経済関係の途絶が数か月で終わるという見通しが外れ、膨大な物資と人員を戦力に投入せざるを得なくなった。

## 経緯

### 食糧不足の始まり
開戦直後は食料不足はまだ顕在化せず、最初のうちは戦時公債の大量発行に伴うインフレーションによる、価格の高騰が人々を直撃した。開戦から2か月後には、首都ベルリンでもジャガイモ粉が混ぜられたパンや水で薄められた牛乳などが売り出されるようになっていた。10月28日には、政府がパンの10％をジャガイモの粉にした戦時パン（Kriegsbrot）、略して「Kパン（K-Brot）」を標準品質とした。しかしジャガイモも不足し始めたため、パンの質の低下を抑えることはできなかった。同日、政府は開戦3日後に施行されたものの、実際の施行は先延ばしにされていた穀物や麬の最高価格を布告し、翌月にはジャガイモや燕麦も対象にされた。しかし実際の最高価格は各自治体に任されていたため、最高価格の低い自治体から高い自治体への転売による投機の温床となった。また農家も、価格を縛られた穀物やジャガイモの栽培を忌避するか、価格統制のない豚を育てるための飼料に転用した（これが後述する「豚殺し」の遠因となった）。翌1915年1月からは、パンを始め様々な食物に配給制が導入された。1916年5月22日、アドルフ・フォン・バトッキ＝フリーベ（en）を長官とする戦時食糧庁が内務省の下に設置され、食料の生産・流通を完全統制下に置こうとした。だが、ユンカーを中心とする農民側からは社会主義的と攻撃され、労働者側からは量の不足や価格面で攻撃を受けた。さらに軍などは戦時食糧庁を無視した徴発をたびたび行ったために統制が機能せず、生産者と消費者、保守主義と社会主義の対立を深めるばかりであった。

### 海上封鎖
またイギリスとドイツが互いに海上封鎖を行ったことも、食料不足に拍車をかけた。1915年に入ると、まずイギリスがドイツの船が中立国国籍に偽装している可能性があるとして、全てのドイツに向かう船を拿捕していくことを決め、事実上の海上封鎖を開始した。これに対抗して、ドイツもイギリス諸島に近づく敵国船を無警告で撃沈すると宣言して海上封鎖を図り、イギリスもドイツの全ての港へ向かう航路の封鎖を明確化した。これによってドイツ国外に出ていた商船の多くがイギリスなど連合国側に接収され、イギリスによるドイツへの海上封鎖は一定の成功を収めることになる。この応酬は、ドイツの無制限潜水艦作戦によって起きたルシタニア号事件がアメリカの対ドイツ宣戦の一因になるなど、ドイツにとっては裏目に出た。東西を敵に挟まれたドイツは、さらに海上交通路も絶たれることになった。

### カブラの冬の到来
人々も配給などに頼りながらも、前述のKパンなど各種代替食の開発と食用、庭や公園などを畑として耕す「クラインガルテン」の流行、金持ちの場合は密商と称される闇商人からの秘かな購入（当時、まだ闇市が形成される状態ではなかった）、などの対応を取った。だが1916年にはジャガイモが大凶作となり、配給が完全に滞った。ついにはパンやジャガイモに代わってルタバガ（カブラ）が主食になり、町ではカラスやスズメの肉が売られる有様になった。すなわち「カブラの冬」の到来である。さらにスペイン風邪がドイツでも流行し、飢えと病気によって多くの人々が死ぬことになった。大戦終結後、ドイツの帝国保健庁は1915年から18年までにドイツ全域で（兵士を除いて）76万2千人が餓死したとする統計を発表している。

### 豚殺し
長期戦になったことで、食料生産も低迷した。その大きな原因として、動力の不足が挙げられる。畜力では馬が軍馬として徴用された上、食料不足によって燕麦などの飼料用作物も人間の食用に回された。そればかりか、1915年の春には家畜、特に大量の飼料を必要とする豚の数を減らせば、その飼料となる筈だったジャガイモが人間の食卓に回るようになるという主張が現れた。その主張に煽られた結果、豚殺しと称される豚の大量虐殺が行われ、1914年12月からの4か月間にドイツ国内の豚が2530万頭から1660万頭に減少した。だがそれによって確保できたジャガイモはわずかなもので、食肉加工が間に合わず大量の豚肉を腐らせただけに終わった。また機械も材料が兵器生産に、職人が徴兵に回されたことで兵器以外の機械の生産や修理が滞り、農村では収穫した穀物が脱穀されないままネズミなどに荒らされるケースもあった。そして人力は、長期戦に対応した労働配置計画が全く無かったため、手当たり次第に徴兵や軍需産業に動員された。それでも不足したため工場に女性や敵の捕虜まで動員される有様で、やがて農村から労働力が消えていった。また、ロシアとの戦争によってロシア領であったポーランドからの農業労働者の出稼ぎが途絶することになり、農地はきちんと管理されなくなった。そして肥料も、材料である窒素が火薬生産に回されたため、唯一ドイツ国内に豊富にあったカリだけが大量に投入される有様だった。そのため、大戦末期の1918年には穀物の1ヘクタールあたりの収穫量は平年の4分の3に、生乳の生産量は平年の3分の2に、1頭あたりの屠殺重量は平年の半分に減少していた。

## ドイツにおける影響
食料問題に対する人々の不満は、次第に政府や戦争に対する不満へと繋がっていった。1915年以降、各地で暴動やストライキが頻発し、やがて社会主義者を中心とするドイツ革命、ひいてはドイツの敗戦という形での第一次世界大戦の終結（1918年11月11日）の遠因となる。その反面、大戦後の保守主義者が革命と大戦での敗北は食料不足につけこんだ社会主義者とユダヤ人の陰謀であるとする「匕首伝説」を生み出す土壌ともなり、国家社会主義ドイツ労働者党とアドルフ・ヒトラーの台頭へと繋がっていく。ヒトラーは、カブラの冬で女性や子供が飢えの犠牲にならない社会の実現を訴えて支持を集めた。そして政権獲得後も、自給率の向上と広域経済圏の確立による自給自立を実現させた上で、他の大国と対抗していく方針を打ち出す。いわゆる「ナチ農政」によって、第二次世界大戦開戦までに食料の完全自給には至らなかったものの、85％の自給率を達成した。また、広域経済圏の確立とともに、ポーランドなどの占領地にドイツ人農民を移住させる構想の一部が東部総合計画として現実化された。こうした政策と占領地からの収奪によって、第二次世界大戦においては少なくとも大戦末期の1944年までは、ドイツ本土における食料不足の問題は回避された。

## 他国への影響
なおカブラの冬が発生した1916年は、ドイツほどではないもののイギリスでも小麦などの凶作とドイツによる無制限潜水艦作戦の影響で食料問題が深刻化した。ロイド・ジョージ首相の下に1916年に食糧管理局が設置され、1917年には主要食料の最高価格制が、1918年7月には全面的な配給制が導入されている。フランス・ロシア・イタリア・オーストリアなどの国々も、大戦中に最高価格制や配給制を導入して食料問題への対処を迫られている。特にロシアとオーストリアは、食料問題に対する人々の不満が革命に繋がった。
また日本では、第一次世界大戦に伴う食料問題は生じなかったものの、1918年7月の米騒動とドイツの食料問題の情報到来が同時期になったこともあり、ドイツの食料問題の研究が秘かに行われている。同年8月には、外務省が日本でも大規模戦争によって海上封鎖が行われ日本本土への米の輸入が停止した場合、ドイツと同様の事態が発生する可能性を警告する報告書（『独逸に於ける食糧問題調査』）を作成している。また1920年代以降になると、総力戦への関心の高まりや満州事変以降の軍事行動やナチス・ドイツとの関係強化によってこの問題への関心が高まり、農業や食料問題の専門家がこの問題に関する著作を翻訳している。